# NGC 1748
NGC 1748 (другие обозначения — IC 2114, ESO 56-EN24, N83B) — эмиссионная туманность в созвездии Золотой Рыбы, расположенная в Большом Магеллановом Облаке. Открыта Джеймсом Данлопом в 1826 году. Описание Дрейера: «довольно яркий, очень маленький объект круглой формы, 4-й из четырёх», под другими тремя объектами подразумевается NGC 1737, NGC 1743 и NGC 1745.
Этот объект входит в число перечисленных в оригинальной редакции «Нового общего каталога».